# Simplisetia aequisetis
Simplisetia aequisetis är en ringmaskart som först beskrevs av Augener 1913.  Simplisetia aequisetis ingår i släktet Simplisetia och familjen Nereididae. Inga underarter finns listade i Catalogue of Life.